# Прва лига Југославије у кошарци 1982/83.
Прва лига Југославије у кошарци 1982/83. је било 39. првенство СФРЈ у кошарци. Титулу је освојила Босна. Сезону је обележио скандал у трећој утакмици финала између Босне и Шибенке, коју је КСЈ поништио и наложио да се утакмица понови на неутралном терену у Спенсу. Шибенка је одбила да дође на поновљену мајсторицу, па је титула првака додељена Босни.

## Учесници првенства

### Табела
|     | Тим              | Игр. | Поб. | Нер. | Изг. | П+   | П-   | П+/- | Бод |
| --- | ---------------- | ---- | ---- | ---- | ---- | ---- | ---- | ---- | --- |
| 1.  | Шибенка          | 22   | 16   | 0    | 6    | 2061 | 2023 |      | 32  |
| 2.  | Партизан         | 22   | 15   | 0    | 7    | 2111 | 2046 |      | 30  |
| 3.  | Босна            | 22   | 15   | 0    | 7    | 2137 | 2048 |      | 30  |
| 4.  | Црвена звезда    | 22   | 14   | 0    | 8    | 2146 | 1999 |      | 28  |
| 5.  | Цибона           | 22   | 14   | 0    | 8    | 2103 | 1986 |      | 26  |
| 6.  | Задар            | 22   | 13   | 0    | 9    | 2084 | 2021 |      | 22  |
| 7.  | Олимпија         | 22   | 11   | 0    | 11   | 2031 | 2068 |      | 22  |
| 8.  | Југопластика     | 22   | 10   | 0    | 12   | 2093 | 2046 |      | 20  |
| 9.  | Борац Чачак      | 22   | 8    | 0    | 14   | 2059 | 2109 |      | 16  |
| 10. | Будућност        | 22   | 8    | 0    | 14   | 1818 | 1970 |      | 16  |
| 11. | Раднички Београд | 22   | 5    | 0    | 17   | 2025 | 2166 |      | 10  |
| 12. | Кварнер          | 22   | 3    | 0    | 19   | 2085 | 2271 |      | 6   |

Легенда:

### Плеј-оф
1. Шибенка - Босна 103: 98
2. Босна - Шибенка 96: 84
3. Шибенка - Босна 83: 82
4. Босна - Шибенка 20: 0 пфф

### Финале
На две секунде пре краја утамице, при резултату 82:81 за Босну, досуђен је аут за Шибенку. После извођења лопте из аута, шут ка кошу упутио је Дражен Петровић и промашио. Судија Илија Матијевић је затим досудио прекршај Сабита Хаџића над Петровићем и слободна бацања. Кошаркаши Босне су се жалили да је истекло време, али судија Матијевић није поништио своју одлуку. Петровић је реализовао оба слободна бацања за 83:82 и пехар је додељен Шибенки.
Кошаркашки савез Југославије је уважио жалбу Босне и поништио утакмицу и наложио да се одигра нова на неутралном терену у новосадском Спенсу. Кошаркаши Шибенке су одбили да играју поновљену утакмицу, па је КСЈ утакмицу регистровао службеним резултатом и титулу доделио Босни.

## Састави екипа
| Екипа         | Играчи | Тренер           |
| ------------- | --- | ---------------- |
| Босна         | Борислав Вучевић, Пајовић, Предраг Беначек, Ђурић, Марио Приморац, Ратко Радовановић, Драган Зрно, Жарко Варајић, Емир Мутапчић, Сабахудин Билаловић, Сабит Хаџић, Митровић                                                                | Светислав Пешић  |
| Шибенка       | Дражен Петровић, Живко Љубојевић, Бранко Мацура, Предраг Шарић, Жељко Мареља, Срећко Јарић, Ненад Славица, Ивица Журић, Сретен Ђурић, Милан Зечевић, Фабијан Журић, Дамир Дамјанић, Бруно Петани                                           | Владе Ђуровић    |
| Партизан      | Горан Грбовић, Бобан Петровић, Мишко Марић, Миленко Савовић, Данко Цвјетичанин, Небојша Зоркић, Горан Ристановић, Драган Тодорић, Небојша Букумировић, Арсеније Пешић, Драган Живановић, Небојша Лазаревић                                 | Борислав Џаковић |
| Црвена звезда | Рајко Жижић, Предраг Богосављев, Зуфер Авдија, Слободан Николић, Стеван Караџић, Зоран Радовић, Бранко Ковачевић, Слободан Јанковић,Иван Салај, Никола Јокановић,Дејан Томић, Зоран Стефановић,Раде Милосављевић, Мирко Милићевић, Милекић | Ранко Жеравица   |
| Цибона        | Томислав Беванда, Александар Петровић, Никшић, Зоран Чутура, Дамир Павличевић, Сребренко Деспот, Младен Цетиња, Андро Кнего, Крешимир Ћосић, Чедомир Перинчић, Срђан Савовић, Рајко Господнетић                                            | Мирко Новосел    |
| Задар         | Петар Поповић, Вељко Петрановић, Иван Сунара, Недјељко Остарчевић, Ивица Обад, Вељко Петрановић, Зденко Бабић, Драгомир Чиклић | Јосип Ђерђа      |
| Борац         | Жељко Обрадовић |                  |